# 아이폰 14
아이폰 14(영어: iPhone 14)와 아이폰 14 플러스(영어: iPhone 14 Plus)는 애플이 디자인, 개발, 판매하는 스마트폰이다. 아이폰 13과 아이폰 13 미니의 뒤를 잇는 16세대 아이폰이며, 2022년 9월 7일 캘리포니아 쿠퍼티노 애플 파크에서 열린 애플 이벤트에서 아이폰 14 프로, 아이폰 14 프로 맥스와 함께 발표되었다. 아이폰 14와 아이폰 14 플러스는 6.1인치(15cm)와 6.7인치(17cm) 디스플레이, 후면 카메라 개선, 위성 연결성이 특징이다. 아이폰 14은 2022년 9월 16일에, 아이폰 14 플러스는 2022년 10월 7일에 출시되었으며 iOS 16과 함께 출시되었다. 아이폰 14와 아이폰 14 플러스는 2022년 9월 9일부터 사전예약이 시작되었다.

## 역사

### 공개 전
아이폰 13의 후속작은 6.1인치와 5.4인치 디스플레이 크기 옵션을 제공하기 위해 개발이 시작했다. 그러나 애플의 파 아웃 행사에서 아이폰 12 미니와 아이폰 13 미니 모두 판매 실패로 인해 저가 아이폰 14 라인업의 5.4인치 디스플레이 크기 옵션은 공개되지 않았다. 발표와 동시에, 저가 아이폰 14 모델의 새로운 더 큰 6.7인치 모델은 이전에 "아이폰 14 맥스"로 명명되었던 "아이폰 14 플러스"를 마침내 명명했다.

### 공개 후
아이폰 14와 아이폰 14 플러스는 지난 9월 미국 캘리포니아주 쿠퍼티노 애플 파크에서 촬영된 가상 기자회견을 통해 아이폰 14 프로, 아이폰 14 프로 맥스, 애플 워치 시리즈 8, 애플 워치 SE (2세대), 애플 워치 울트라, 에어팟 프로 (2세대), 애플 피트니스+의 새로운 업데이트와 함께 2022년 9월 8일에 애플의 '파 아웃' 행사에서 공식 발표됐다.
사전 판매는 2022년 9월 30일에 시작되었으며, 아이폰 14과 아이폰 14 플러스는 2022년 10월 7일에 국내 출시되었다.

## 디자인

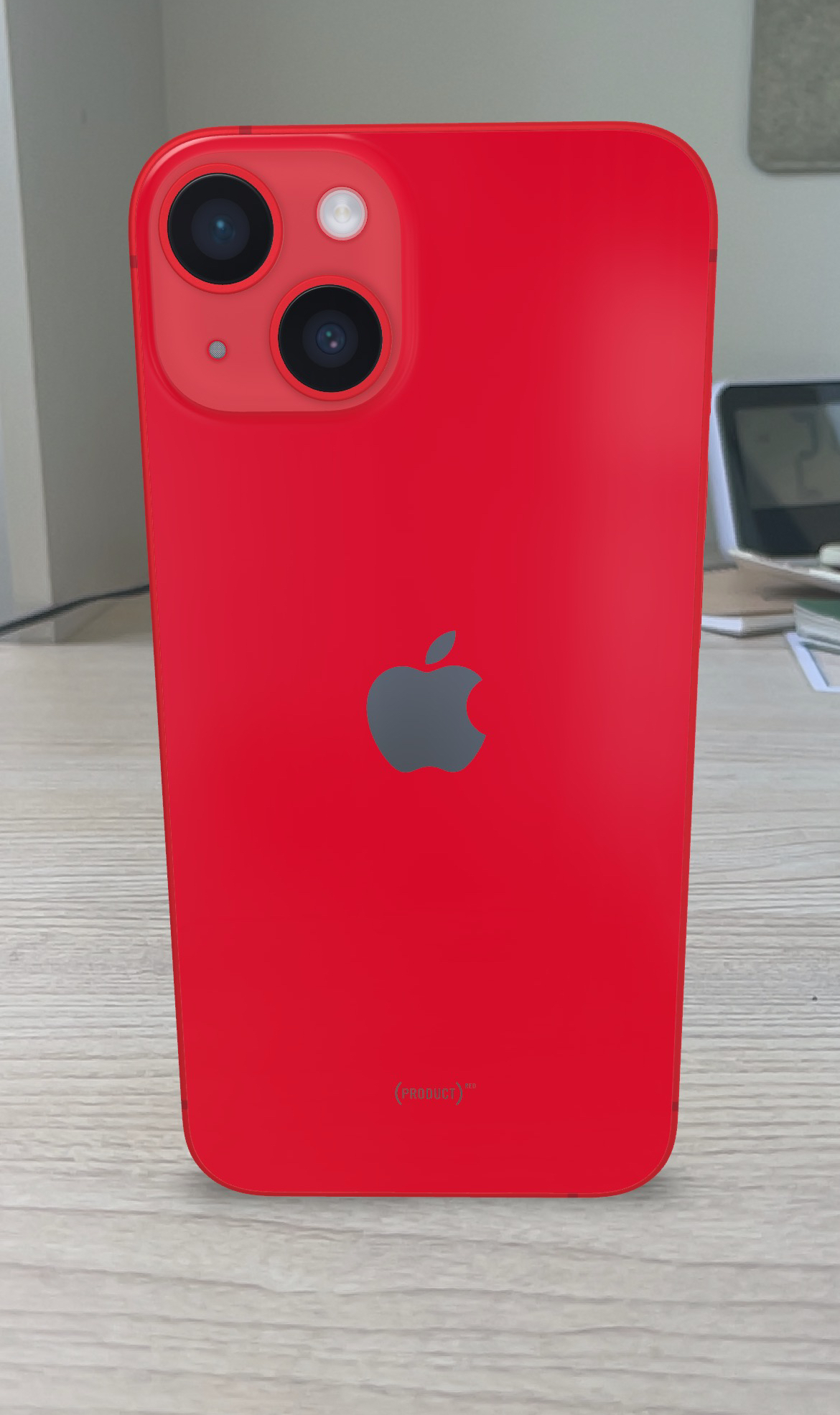
아이폰 14의 후면

아이폰 14는 블루, 퍼플, 미드나잇, 스타라이트, 프로덕트 레드 등 5가지 색상으로 출시되었다. 퍼플은 핑크를 대체하는 새로운 색이다. 옐로 색상은 2023년 3월 7일 (한국시간 3월 8일)에 새로운 색으로 추가되었다.
| 색상 | 이름          |
| ---- | ------------- |
|      | 블루          |
|      | 퍼플          |
|      | 미드나이트    |
|      | 스타라이트    |
|      | 옐로          |
|      | 프로덕트 레드 |

## 사양

### 하드웨어

#### 칩셋
아이폰 14와 아이폰 14 플러스는 아이폰 13 프로 및 프로 맥스에 사용하던 애플 A15 바이오닉 시스템을 칩에 탑재했다. 아이폰 14와 14 플러스는 6코어 CPU, 5코어 GPU, 16코어 뉴럴 엔진을 탑재했다.

#### 디스플레이
아이폰 14는 슈퍼 레티나 XDR OLED 기술을 탑재한 6.1인치(15cm) 디스플레이를 탑재했으며 해상도는 2532×1170픽셀, 픽셀 밀도는 약 460PPI, 리프레시 레이트는 60Hz이다. 아이폰 14 플러스는 6.7인치(17cm) 디스플레이에 해상도 2780×1284픽셀, 픽셀 밀도 약 458PPI의 동일 기술을 적용한 것이 특징이다. 두 모델 모두 최대 800 니트, 최대 1200 니트까지 일반적인 밝기를 갖는다.

#### 카메라
아이폰 14와 아이폰 14 플러스는 전면 카메라(12MP f/1.9) 1대와 후면 카메라(12MP f/1.5) 2대, 전면 카메라(12MP f/2.4) 2대와 같은 카메라 시스템을 갖추고 있으며, 전면 카메라와 전면 카메라가 아이폰 13보다 빠른 조리개를 가지고 있다. 전면 카메라에도 처음으로 오토포커스가 적용됐다.
카메라 앱에는 시네마틱 모드가 포함되어 있어 사용자가 피사체 간에 초점을 맞추고 소프트웨어 알고리즘을 사용하여 얕은 깊이의 필드를 생성(시뮬레이션)할 수 있다. 그것은 30fps의 4K 와이드 및 전면 카메라에서 지원된다.

#### 배터리
아이폰 14는 20시간의 비디오 재생을 제공하며 아이폰 14 플러스는 26시간의 비디오 재생을 제공한다.

### 소프트웨어
아이폰 14 및 14 플러스는 iOS 16이 기본 탑재되었다.

## 위성 연결
아이폰 14 및 아이폰 14 프로 모델용으로 애플의 새로운 위성 서비스를 통한 Emergency SOS는 ITU 라디오 규정에 의해 모바일 위성 서비스용으로 지정된 L 및 S 대역의 스펙트럼을 사용한다. 아이폰 사용자가 위성 요청을 통해 비상 SOS를 만들면 글로벌스타가 운영하는 궤도 위성이 메시지를 수신한다. 그리고 나서 그 위성은 메시지를 지구 전역에 위치한 지상국으로 보낸다.
2022년 11월 현재, 글로벌스타는 지구 저궤도에 24개의 위성으로 구성된 별자리를 운영하고 있으며, 향후 애플과의 파트너십을 통해 이를 강화할 계획이다.
이 서비스는 2022년 11월 15일에 대중에게 제공되었다. 같은 날 애플은 2022년 12월 프랑스, 독일, 아일랜드, 영국으로 확대할 것이라고 발표했다.

## 문제점

### 충돌 감지 잘못된 긍정
충돌 감지는 아이폰 14에 내장된 기능으로 심각한 차량 충돌을 감지하도록 설계됐으며 사용자가 취소하지 않으면 감지 후 20초가 지나면 자동으로 긴급 전화 통화를 시작한다. 공개된 이후 고속으로 가다 갑자기 놀이기구가 멈춰서 자동차 충돌과 같은 행동을 한다는 점 때문에 롤러코스터를 타는 동안 자동으로 기능이 켜졌다는 보도가 많았다.

## 같이 보기
- 아이폰
- iOS 및 iPadOS 제품 목록
- 아이폰의 역사
- 스마트폰의 비교
- 아이폰 모델의 타임라인
- 아이폰 14 프로